# Romanzo criminale (romanzo)
Romanzo criminale è un romanzo scritto dal giudice Giancarlo De Cataldo e ispirato alla vera storia della banda della Magliana, che opera in Italia a Roma a partire dalla fine degli anni settanta. Dal romanzo, pubblicato dalla casa editrice Einaudi, è stato tratto l'omonimo film diretto da Michele Placido, e la serie televisiva diretta da Stefano Sollima.

## Contenuti
Il romanzo descrive gli intricati traffici che intercorrono tra stato e criminalità negli anni settanta; la lotta tra bande per il controllo dei traffici di droghe, prostituzione e gioco d'azzardo nei vari quartieri della capitale; ripercorre inoltre, dal punto di vista della criminalità organizzata, la storia di un decennio d'Italia dal sequestro Moro in poi.

## Trama
Nella Roma degli anni settanta una banda di criminali prende il potere in città con strategie di stampo mafioso. Tutti sembrano sottoposti al ricatto della droga e le forze dell'ordine sembrano troppo impegnate a combattere il terrorismo per occuparsi della malavita organizzata, senza accorgersi di quanto la città stia diventando preda di una organizzazione intelligente e spietata.
Il Libanese, il Freddo, il Dandi e Bufalo, accompagnati da altri personaggi più o meno di rilievo, prendono il potere sulla delinquenza comune e su quella malavita che fino ad allora si era limitata alla supremazia di quartiere. La conquista del territorio inizia con un sequestro di persona e soprattutto con la decisione di non spartirsi i soldi accumulati, ma di reinvestirli nell'acquisto di una partita di droga. Con poche efferate ma ben delineate mosse riescono così a ottenere il controllo su tutta la città e devono fermarsi solo a Centocelle e al Tuscolano, dove la banda locale riesce a mantenere le proprie posizioni.
L'organizzazione è capillare, parte dalla droga, ma riguarda anche altro, dallo strozzinaggio alla prostituzione e al gioco attraverso la gestione del Seven Climax, quello che sarà uno dei locali più in della città. La gestione organizzativa è a tutto tondo della banda; ci sono per esempio un addetto a “fare girare i soldi”, il Secco, e i “cavalli”, i piccoli spacciatori.

### Prima parte
La banda nasce quando il Libanese e i suoi soci incontrano il Freddo e i suoi in seguito a un furto: l'auto del Libanese è stata rubata da un drogato detto Sorcio e rivenduta al Freddo. Dopo qualche momento di tensione, i due si accordano e danno origine a una associazione criminale. Il loro progetto è di costituire un'associazione simile alla mafia siciliana, superando i piccoli interessi in vista di obiettivi più ambiziosi.
Il primo colpo è il rapimento del barone Rosellini: il prigioniero viene affidato a un'altra banda. Uno dei guardiani inavvertitamente si fa vedere in volto, costringendoli a uccidere il barone; ciononostante il riscatto viene pagato. La banda, su suggerimento di Libanese e Freddo, decide di reinvestire la maggior parte del ricavato in traffico di droga. Uno solo di loro, soprannominato Satana, non sta all'accordo e abbandona l'associazione.
A tale fine concludono un patto con la camorra di Raffaele Cutolo,facendo entrare come membro della banda il suo luogotenente a Roma: il Sardo e i suoi collaboratori Trentadenari e Ricotta.
A indagare sul rapimento sono il commissario Nicola Scialoja e il sostituto procuratore Fernando Borgia. Scialoja, seguendo il filo di alcune banconote segnate facenti parti del ricatto, risale a Patrizia, una prostituta legata al Dandi, uno dei capi della banda, ma non riesce a trovare prove concrete.
Nello stesso periodo Aldo Moro è rapito dalle Brigate Rosse. La banda viene inizialmente contattata per la liberazione, tramite il boss Raffaele Cutolo , incaricato dai servizi segreti di trovare la prigione di Moro. Cutolo subito contatterà il Sardo che a sua volta chiederà aiuto al Libanese. In seguito però apparirà chiaro che a nessuno interessa salvare la vita del politico democristiano. Moro è giustiziato dai brigatisti un mese e mezzo dopo il rapimento.
L'espandersi delle attività criminali del gruppo entra in conflitto con gli interessi del Terribile, un altro piccolo criminale di Roma. Egli, per disfarsi dei nemici, fa una soffiata alla polizia, facendo sapere a Scialoja tramite Pino Gemito i nomi dei responsabili del rapimento Rosellini. Tutti i componenti della banda, a eccezione di Bufalo, finiscono in prigione ma vengono rilasciati poco dopo per mancanza di prove concrete. Scialoja e Borgia non hanno in mano più nessuna prova, quindi i membri della banda tornano presto a piede libero.
Si decide finalmente di affrontare direttamente il Terribile. Viene ucciso una notte a colpi di pistola da un commando composto da quasi tutta la banda e dal Sardo.
All'omicidio non partecipa il Libanese, che ha un motivo personale d'odio verso il Terribile e sarebbe il primo sospettato.
Subito dopo il Freddo viene arrestato per una denuncia risalente a prima della formazione della banda. Il Libanese ammazza il denunciante per ripagare il Freddo dell'eliminazione del Terribile.
L'attività di reinvestimento del denaro sporco si espande. A Patrizia viene comperato un bordello di gran lusso e la banda apre una bisca clandestina di alto livello.
Nel gruppo si infiltrano un rappresentante della mafia siciliana detto Nembo Kid, due agenti segreti soprannominati Zeta e Pi greco, un affarista detto il Secco e un esponente dell'estrema destra chiamato il Nero.
Zeta e Pi greco cercano di confondere le indagini e ricattano il commissario Scialoja, reo di avere fatto fuggire in Francia una attivista di sinistra sospettata di terrorismo e lo costringono a farsi trasferire a Modena.
Il Nero, su richiesta delle due spie e con il supporto di un esponente della mafia, ammazza il Pidocchio, un giornalista scandalistico. L'evento corrisponde, nella storia reale, all'assassinio di Mino Pecorelli. Un personaggio politico detto il Vecchio tira le fila di Zeta e Pi greco. Usa la pressione della forza pubblica per costringere la banda a collaborare con i suoi progetti: fa arrestare alcuni di loro, tra cui il Libanese, per un breve periodo; fa chiudere la bisca e il bordello.
Il rapporto tra Libanese e Freddo si guasta a causa del rapporto con i servizi segreti, che Freddo non approva, e delle ambizioni grandiose e irrealiste di Libanese. Egli diventa sempre più teso, perde molto al gioco e una sera, dopo avere contratto un grosso debito con uno dei fratelli Gemito, vecchi alleati del Terribile, rifiuta di pagare e li insulta brutalmente. La reazione non si fa attendere: il Libanese viene ucciso per strada la notte stessa.
Nel frattempo Scialoja partecipa alle operazioni di salvataggio dopo la strage alla stazione di Bologna. Si convince a ritornare a Roma e continuare le indagini sulla banda, riuscendo, tramite amicizie del procuratore Borgia e farsi ritrasferire a Roma.

### Seconda parte
La banda, ora guidata dal Freddo, cerca di vendicare il Libanese, ma inizialmente con scarso successo. Il Sardo esce dal manicomio criminale e pretende di avere più potere e denaro. Viene eliminato. Finalmente la banda riesce a scovare e assassinare i fratelli Gemito ma, durante l'ultimo agguato, Bufalo e Ricotta sono catturati dalla polizia. Il Dandi, che aveva partecipato all'azione con funzioni di copertura, alla vista della polizia non interviene, abbandonando i compagni. Ciò gli provocherà l'odio di Ricotta e Bufalo, e in particolare quest'ultimo coverà sempre un violento risentimento verso Dandi, che intanto si lega sempre di più alla mafia siciliana e ai servizi segreti. Comincia a fare affari da solo con Trentadenari senza informare gli altri.
Quando Patrizia esce dal carcere, riallaccia la relazione con Scialoja e, prima di lasciarlo definitivamente, gli rivela l'ubicazione delle armi della banda nel sotterraneo del ministero. Il deposito viene svelato e il guardiano rivela il nome di alcuni dei membri della banda alla polizia.
Mentre il Freddo si trova in carcere per strascichi di vecchi crimini, il resto della banda diventa sempre più instabile e violento. Effettuano vendette sanguinarie contro rivali di piccolo calibro.
Nembo Kid è incaricato da zio Carlo di assassinare un banchiere a Milano (nella realtà si tratta del tentativo di uccidere Roberto Rosone, vice presidente del Banco Ambrosiano) ma l'operazione va storta e viene ucciso dalla polizia.
Il Freddo sta per uccidere il Sorcio, che aveva venduto dell'eroina al fratello Gigio, quando vengono entrambi arrestati.
Il Sorcio si pente e rivela tutta la struttura della banda agli investigatori. Tutti vengono arrestati, tranne il Dandi.

### Terza parte
Dandi è comunque catturato in seguito mentre fa visita a Patrizia.
Grazie alle dichiarazioni del Sorcio tutti vengono condannati a molti anni di reclusione al di fuori del Dandi, ma non verrà mai riconosciuta in sede legale l'esistenza di una "banda", ovvero di un'organizzazione criminale di stampo mafioso.
Il Dandi riesce ad avere l'assoluzione e la pulizia della sua fedina penale grazie alla lista ritrovata in seguito a un furto in una banca della lista segreta della P2. Dandi usa la lista per comprarsi la libertà e inoltre chiede anche che venga lasciato evadere un altro membro della banda, che comincia a nutrire un profondo risentimento nei suoi confronti. A evadere sarà Fierolocchio.
Bufalo cova un odio rabbioso contro Dandi ma accetta di dimenticarsi di lui grazie a un accordo con il Dandi stesso. Un accordo che gli aprirà le porte di un manicomio criminale e non del carcere.
Il Freddo, intanto, ottiene tramite Donatella del sangue infetto da un arabo e viene ricoverato per adenocarcinoma del sistema linfatico in ospedale. Prima della sentenza che lo condannerà ad anni di carcere, riuscirà a scappare con l'aiuto del Nero e fuggirà in America Latina, per fermarsi poi a Managua. Li rimarrà per almeno quattro anni, insieme a Roberta, gestendo un ristorante, fino a quando suo fratello Gigio verrà ritrovato morto una mattina: ucciso da Buffoni per vendicarsi della morte del fratello Sergio, avvenuta per mano del Freddo stesso tempo prima. Il Buffoni agisce in seguito alla falsa notizia, messa in giro dal Secco, che il Dandi, nel frattempo, sia stato assassinato dal Freddo stesso. Il Freddo allora capisce che è il momento di chiudere con la latitanza e riceve la visita di Scialoja, che nel frattempo è riuscito a rintracciarlo e al quale si costituisce, chiedendo di vedere il giudice Borgia.
Il Bufalo, uscito dal manicomio criminale insieme a un suo vecchio compagno di cella, il Pischello, al Conte Ugolino (un toscano) e Fierolocchio, decide di avviare una nuova organizzazione, ma per farlo devono togliere di mezzo il Dandi.
Lo uccideranno una mattina davanti all'antiquario di fiducia. A uccidere materialmente il Dandi sarà il Conte Ugolino, anche se dell'omicidio verrà falsamente accusato il Freddo.

## Personaggi

### I membri della banda
- Il Libanese (vero nome Pietro Proietti): è l'ideatore della banda. Capo carismatico, violento e impulsivo nei confronti dei nemici, ma accorto e astuto nella pianificazione dei loschi affari della banda. Il suo progetto è fondare una organizzazione criminale unica a Roma, dura, ferrea e rispettata. Insiste continuamente sull'importanza di cuore e cervello contro l'ottuso egoismo di alcuni membri. Ha delle ambizioni grandiose e irrealistiche, che lo portano in disaccordo con l'altro capo, il Freddo. È un grande ammiratore di Benito Mussolini. Incompreso, diventa sempre più preoccupato e solo, fa un errore che gli sarà fatale. Prima di conoscere il Freddo faceva gruppo con Dandi, Bufalo e Scrocchiazeppi, insieme ai quali rapisce il padre di un suo amico, Sandro, per ottenere i soldi necessari per entrare in un affare con la camorra. Ha una storia con una ragazza dell'alta borghesia chiamata Giada, che però finisce pochi mesi prima del rapimento del barone Rosellini
- Il Freddo (vero nome Fabrizio Soleri): capo della banda alla pari del Libanese al quale è molto legato. Ha un carattere chiuso e insondabile. Lui e il Libanese si trovano spesso d'accordo, senza nemmeno bisogno di discutere, sui progetti della banda. Ha un fratello minore che tenta senza successo di avviare sulla retta via. Dopo la morte del fratello, decide di vendicarsi contro la banda consegnandola definitivamente alla giustizia.
- Dandi (vero nome Mario De Angelis): uno dei capi. Con il passare del tempo comincia a intraprendere affari solitari senza informare gli altri, in particolare con la mafia. Viene ucciso da Bufalo alla fine della storia perché accusato di vigliaccheria durante l'omicidio di un membro della famiglia Gemito.
- Bufalo (vero nome Claudio Sabatini): un ragazzo molto irascibile e violento, ma tuttavia fedele allo spirito della banda e inflessibile con chi non agisce nell'interesse comune, come Dandi.
- Trentadenari (vero nome Claudio Anioni): è il cassiere della banda, un criminale napoletano trapiantato a Roma che collabora, insieme a Ricotta, con il Sardo, boss della zona di Ostia, e ospita nella sua casa il primo incontro tra quest'ultimo e il Libanese, il Dandi e il Freddo, allo scopo di fornire alla banda un grande quantitativo di eroina e di cocaina, attraverso i suoi legami e le sue amicizie con la Nuova Camorra Organizzata di Don Mimmo. Egli seguirà tutte le vicende della banda, compreso l'omicidio del Terribile, vecchio boss divenuto ormai perdente, al quale partecipa personalmente, insieme a Ricotta, al Freddo e al Bufalo, divenendone successivamente il cassiere, ma finendo ucciso per gelosia dal Sorcio, dopo che quest'ultimo è stato informato dal commissario Scialoja che la sua ex fidanzata Vanessa si è legata a lui. Nel film del 2005 il personaggio di Trentadenari non compare, mentre nel 2008, il regista Stefano Sollima realizza la serie televisiva Romanzo criminale dove è interpretato da Orlando Cinque.
- Nembo Kid: boss romano, con influenti contatti nella mafia siciliana.
- Il Nero: ammiratore nonché ex discepolo di Evola, neofascista. Appartiene allo spontaneismo armato, legato ai NAR, è il tramite tra la criminalità apolitica e quella nazi-fascista. Il personaggio è ispirato a Carminati ed è efficacemente delineata la figura del militante dei NAR, dello spietato guerriero senza sonno. Nichilista, freddo e cinico, il nero uccide e si muove spinto da un'insaziabile voglia di agire, e a motivare le sue azioni è l'azione stessa, in un incalzare frenetico. Il Nero è mosso prima di tutto da un'assoluta tensione alla ribellione, all'azione per l'azione, alla violenza per la violenza, il suo agire trova il fine nel mezzo stesso. L'importante non è la politica, non sono i soldi, non è neppure la riuscita delle proprie mosse. L'importante è l'azione stessa, con un totale distacco dal risultato di quest'ultima.

## Edizioni
- Giancarlo De Cataldo, Romanzo criminale, Einaudi Tascabili Stile Libero, Einaudi, 2002,  pp.625, ISBN 978-88-06-16096-8.
- Giancarlo De Cataldo, Romanzo criminale, con dvd del film in allegato, Einaudi Tascabili Stile Libero, Einaudi, 2006,  pp.636, ISBN 978-88-06-18441-4.